# William Sørensen
William Emil Sørensen (ur. 9 kwietnia 1848 roku w Hyllested na Jutlandii, zm. 29 czerwca 1916 roku w Kopenhadze) – duński zoolog, arachnolog.
Sørensen zaczął studiować w 1866. W 1872 obronił pracę magisterską a w 1884 doktorat. W latach 1876–1879 pracował naukowo w Ameryce Południowej, później pracował w Kopenhadze jako nauczyciel w prywatnych szkołach. W 1891 został członkiem Królewskiej Duńskiej Akademii Nauk (Det Kongelige Danske Videnskabernes Selskab). Poświęcił się badaniu pajęczaków, opublikował wiele artykułów naukowych na ten temat (m.in.: On two orders of Arachnida, 1904).

## Opisane przez Sørensena zwierzęta i grupytaksonomiczne
Nadrodzina Samooidea Sørensen, 1886
- Rodzina Samoidae Sørensen, 1886
  - Rodzaj Badessa Sørensen, w: L. Koch 1886
    - Badessa ampycoides Sørensen, w: L. Koch 1886

  - Rodzaj Samoa Sørensen, in L. Koch 1886
    - Samoa variabilis Sørensen, w: L. Koch 1886
    - Samoa obscura Sørensen, w: L. Koch 1886

- Rodzina Triaenonychidaee Sørensenw: L. Koch, 1886
  - Podrodzina Triaenonychinae Sørensen w: L. Koch, 1886
    - Plemię Triaenonychini Sørensen w: L. Koch, 1886
      - Rodzaj Diasia Sørensen, 1902
      - Rodzaj Triaenonyx Sørensen w: L. Koch, 1886

- Rodzaj Triaenobunus Sørensen w: L. Koch, 1886

- Hypoxestus patellaris (Sørensen, 1910)

- Rodzaj Podauchenius Sørensen, 1896

- Podauchenius longipes Sørensen, 1896

- Rodzaj Sesostris Sørensen, 1910

- Sesostris gracilis Sørensen, 1910

- Protimesius laevis Sørensen, 1932
- Stygnus aggerum Sørensen, 1932
- Stygnidius guerinii Sørensen, 1932
- Stygnoplus meinerti Sørensen, 1932

- Rodzaj Nomoclastes Sørensen, 1932

- Nomoclastes taedifer Sørensen, 1932
- Trogulus albicerus Sørensen, 1873
- Trogulus sinuosus Sørensen, 1873
- Anelasmocephalus lycosinus Sørensen, 1873
- Anelasmocephalus oblongus Sørensen, 1873
- Dampetrus cristatus Sørensen w: L. Koch, 1886
- Dampetrus geniculatus Sørensen w: L. Koch, 1886
- Dampetrus granulatus Sørensen w: L. Koch, 1886
- Hoplobunus mexicanus (Sørensen, 1932)

- Rodzaj: Stygnopsis Sørensen, 1902

- Stygnopsis valida Sørensen, 1884

## Nazwane na cześć Sørensena zwierzęta i grupytaksonomiczne
- Podrodzina  Soerensenellinae Forster, 1954
  - Rodzaj Soerensenella Pocock, 1903

- Dampetrus soerenseni Forster, 1955